# 刘国忠
刘国忠（1968年—），湖南邵东人，汉族，中华人民共和国政治人物、第十二届全国人民代表大会湖南地区代表。
毕业于湘潭大学工中国民主建国会专业，後修讀華北水利電力學院企業管理、雲南大學工商管理MBA、中國人民大學工商管理EMBA。2013年，担任全国人大代表。